# Wolfgang E. Nolting

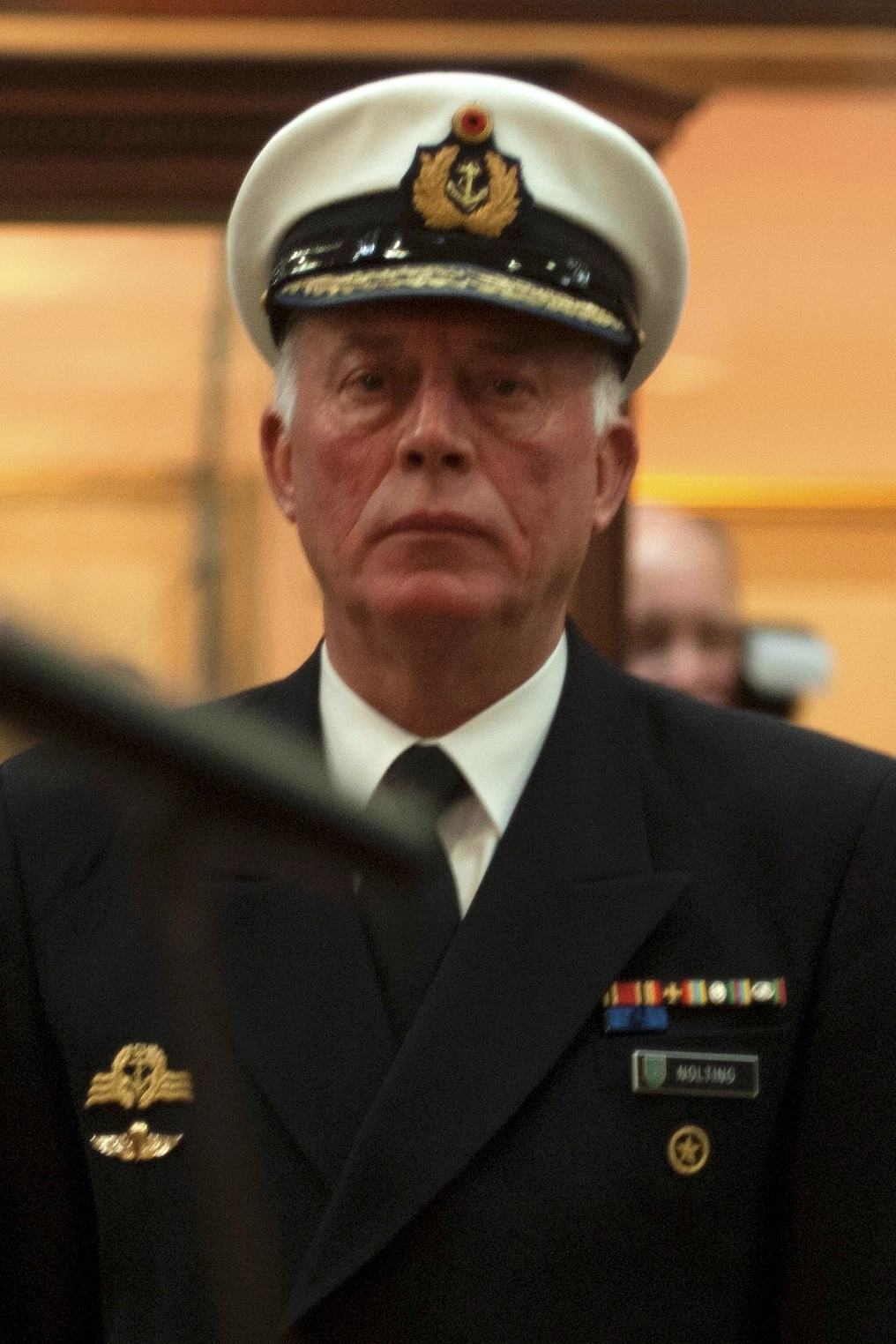
Wolfgang E. Nolting

Wolfgang Edgar Nolting (* 6. April 1948 in Wilhelmshaven) ist ein Vizeadmiral a. D. der Deutschen Marine. Von 2006 bis 2010 war er Inspekteur der Marine. Er war von 2012 bis Oktober 2021 Vorsitzender der Marine-Offizier-Vereinigung.

## Leben

### Ausbildung und erste Verwendungen
Beförderungen
- 1969 Leutnant zur See
- 1972 Oberleutnant zur See
- 1975 Kapitänleutnant
- 1982 Korvettenkapitän
- 1985 Fregattenkapitän
- 1992 Kapitän zur See
- 1996 Flottillenadmiral
- 1998 Konteradmiral
- 2003 Vizeadmiral

Nach dem Abitur 1966 trat er als Offizieranwärter der Crew X/66 in die Bundesmarine ein und wurde bis 1970 zum Seeoffizier sowie bis 1971 zum Kampfschwimmer in Eckernförde ausgebildet. Danach diente er als Wachoffizier auf dem Küstenminensuchboot Wetzlar im 6. Minensuchgeschwader in Wilhelmshaven.
Von 1973 bis 1974 war er als Zugführer und stellvertretender Kompaniechef der Kampfschwimmerkompanie eingesetzt. Dann übernahm er 1974 das Kommando über das Küstenminensuchboot Wolfsburg des 6. Minensuchgeschwaders. 1978 erfolgte seine Fachausbildung zum Operationsoffizier, gefolgt von der Verwendung als Schiffsoperationsoffizier der Fregatte Lübeck im 2. Geleitgeschwader in Wilhelmshaven.

### Stabsoffizier
Von 1980 bis 1982 absolvierte er den 22. Admiralstabsoffizierlehrgang an der Führungsakademie der Bundeswehr in Hamburg. Nach der Führungsakademie wurde Nolting als S3 und stellvertretender Geschwaderkommandeur des 4. Minensuchgeschwaders in Wilhelmshaven eingesetzt. 1984 wurde er dann in das Bundesministerium der Verteidigung nach Bonn versetzt und diente dort als Referent für operative Grundsätze im Führungsstab der Marine.
Von 1985 bis 1987 war Nolting Stabsoffizier beim stellvertretenden Inspekteur der Marine und Chef des Stabes im Führungsstab der Marine. Danach übernahm er mit dem Kommando über das 5. Minensuchgeschwader in Olpenitz wieder ein Truppenkommando. In dieser Funktion führte er einen gemischten Minenabwehrverband in die Operation Südflanke, einen der ersten Auslandseinsätze der Bundeswehr.
1991 wurde er Adjutant Marine beim Generalinspekteur der Bundeswehr in Bonn. Von 1992 an war Kapitän zur See Nolting dann als Branch Chief Force Planning im NATO-Hauptquartier in Brüssel, Belgien eingesetzt. 1993 übernahm er das Kommando über die Flottille der Minenstreitkräfte in Wilhelmshaven, bis er 1995 zum Referatsleiter für Strategie, Konzeption und Grundsatz im Führungsstab der Marine in Bonn berufen wurde.

### Admiral
Von 1996 an war Nolting Stabsabteilungsleiter für Führung und Planung im Führungsstab der Marine (Fü M III). Diesen Posten gab er 1998 ab, um als assistierender Stabschef für Operationen und Logistik im Hauptquartier der Alliierten Streitkräfte Nordwest-Europa in High Wycombe im Vereinigten Königreich zu dienen. 2001 wurde Nolting dann Amtschef des Marineamtes in Rostock und 2003 Befehlshaber der Flotte.
Ab Mai 2006 war er Inspekteur der Marine. In seine Amtszeit fällt die Entsendung deutscher Marineeinheiten unter dem Kommando von Flottillenadmiral Andreas Krause im Rahmen der UNIFIL-Mission an die libanesische Küste Mitte September 2006. Nolting übergab am 28. April 2010 den Posten des Inspekteurs der Marine an Konteradmiral Axel Schimpf.

## Auszeichnungen
- Ehrenkreuz der Bundeswehr in Gold

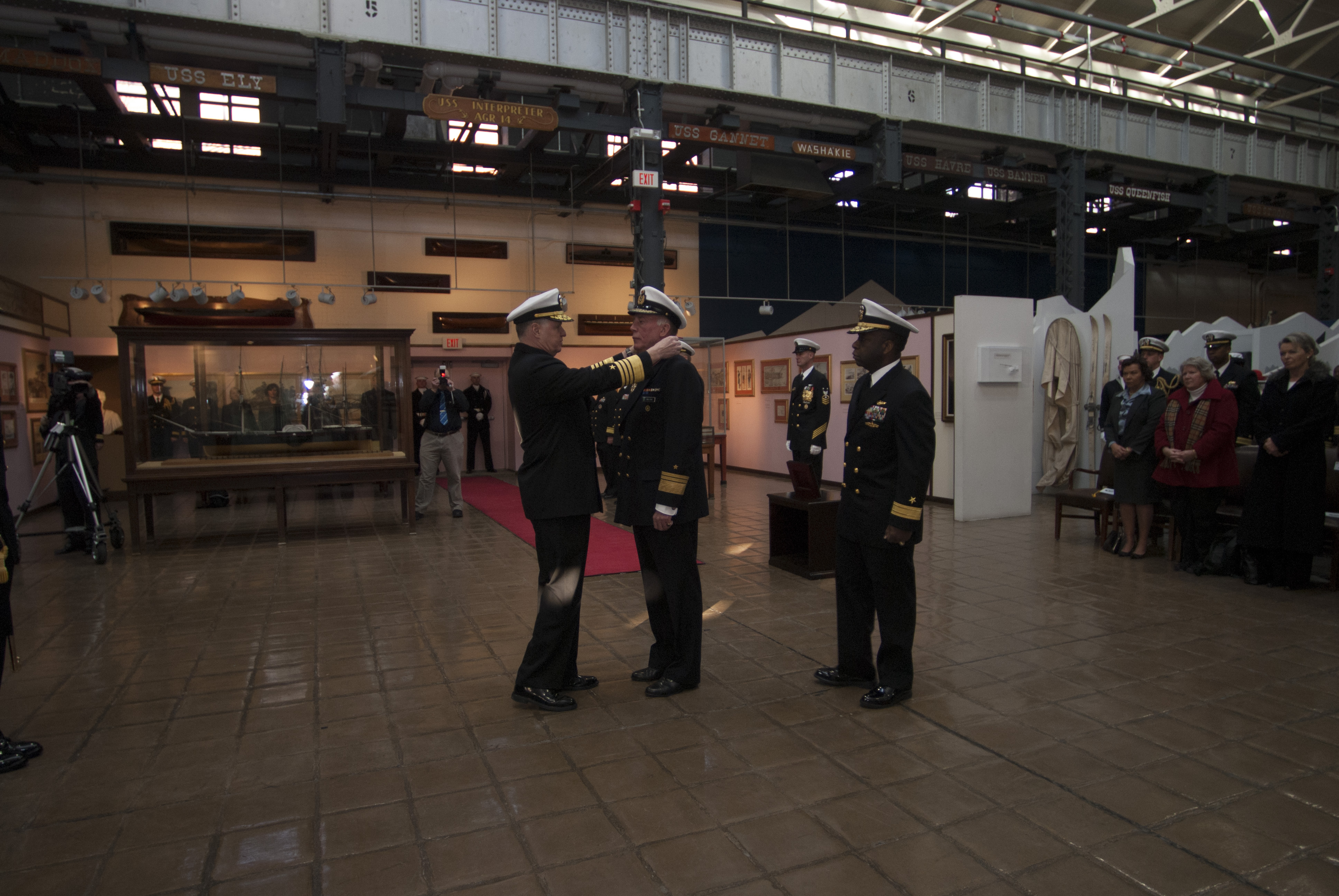
Verleihung des Halsordens als Commander der Legion of Merit durch den Chief of Naval Operations, Admiral Gary Roughead

- 2002: Bundesverdienstkreuz am Bande
- 2008: Commander des U.S.-Ordens Legion of Merit
- 2009: Großoffizier des portugiesischen Verdienstordens

## Ehrenamt
Am 21. April 2012 wurde Nolting als Nachfolger von Konteradmiral a. D. Klaus-Peter Hirtz zum Vorsitzenden der Marine-Offizier-Vereinigung (MOV) gewählt.

## Privates
Er ist mit Monika Nolting geb. Ahlbrand verheiratet und hat zwei erwachsene Kinder.